# Перепись населения Кыргызстана (1999)
| Национальный состав 1989 | Национальный состав 1989 | Национальный состав 1989 | Национальный состав 1989 | Национальный состав 1989 |
| ------------------------ | ------------------------ | ------------------------ | ------------------------ | ------------------------ |
| киргизы                  |                          |                          | 52.3 %                   |                          |
| русские                  |                          |                          | 21.5 %                   |                          |
| узбеки                   |                          |                          | 12.9 %                   |                          |
| другие                   |                          |                          | 13.3 %                   |                          |

| Национальный состав 1999 | Национальный состав 1999 | Национальный состав 1999 | Национальный состав 1999 | Национальный состав 1999 |
| ------------------------ | ------------------------ | ------------------------ | ------------------------ | ------------------------ |
| киргизы                  |                          |                          | 64.9 %                   |                          |
| узбеки                   |                          |                          | 13.8 %                   |                          |
| русские                  |                          |                          | 12.5 %                   |                          |
| другие                   |                          |                          | 8.8 %                    |                          |

Пе́репись населе́ния Кыргы́зстана (1999) — первая национальная перепись, прошедшая в независимом Кыргызстане. Стала седьмой по счёту на территории республики. До этого переписи проводились в 1926, 1939, 1959, 1970, 1979 и 1989 годах. Перепись впервые зафиксировала резкое сокращение русского (на 35 %) и другого европейского населения не только в относительном, но и в абсолютном масштабе. Число немцев в Кыргызстане за 10 лет сократилось в 5 раз, с более чем 102 тыс. до 21 тыс. чел. Особенно резко изменился этнический состав в столице республики — г. Бишкеке, где доля киргизов выросла с 22 % до 53 %, а доля русских сократилась с 55 % до 33 %. В Чуйской области киргизы по-прежнему не составляли абсолютного большинства в 6 из 8 районов, хотя их доля в результате высокого естественного прироста достигла 43,8 %. Узбеки в Кыргызстане оттеснили русских и стали вторым по численности народом страны. Продолжался быстрый рост среди других азиатских меньшинств (дунгане, таджики, турки, уйгуры).